# Saurer M6
Der Saurer M6 (auch Saurer M6 M) ist ein 6x6-Lastwagenmodell, das die Adolph Saurer AG ab 1940 herstellte. Die Nutzlast beträgt 2,5 Tonnen.
Die Schweizer Armee setzte ihn ab 1940 in 338 Stück ein, in erster Linie als Zugfahrzeug der Artillerie für die 10,5-cm-Kanone 35 L42, dazu kamen noch 16 Stück mit festem Aufbau als Funkwagen. Fast baugleich war das 8x8-Modell Saurer M8 M, von dem inklusive Prototyp 79 Stück gebaut wurden. Viele Bauteile des Saurer M6 fanden zudem Verwendung im Saurer MH4. Ein Saurer-M6-Funkwagen befindet sich heute im Flieger-Flab-Museum Dübendorf. Ein Saurer M6 befindet sich heute im Schweizerischen Militärmuseum Full. Ein sehr schönes Exemplar des Saurer M8 befindet sich im Saurer Museum in Arbon. Die Saurer M6 wurden 1978 durch Saurer 2DM ersetzt, einige wurden dann noch vom Zivilschutz verwendet.